# Flughafen Keningau

i8
i11
i13
Der Flughafen Keningau (englisch Keningau Airport, IATA-Code: KGU, ICAO-Code: WBKG) ist ein ehemaliger Flughafen der Stadt Keningau, im malaysischen Bundesstaat Sabah auf der Insel Borneo, der heute als Privatflugplatz betrieben wird.
Der Flughafen ist ein zivil genutzter Inlandsflughafen, der nur für den Betrieb bei Tageslicht zugelassen ist. Die Start- und Landebahn besteht aus einer Graspiste von 872 m Länge. Der Flugplatz wurde allerdings zuletzt in den 1970er Jahren von Malaysia Airlines angeflogen. Er wurde mittlerweile zu einem Privatflugplatz des Sabah Flying Club umgewandelt.

## Einzelnachweise

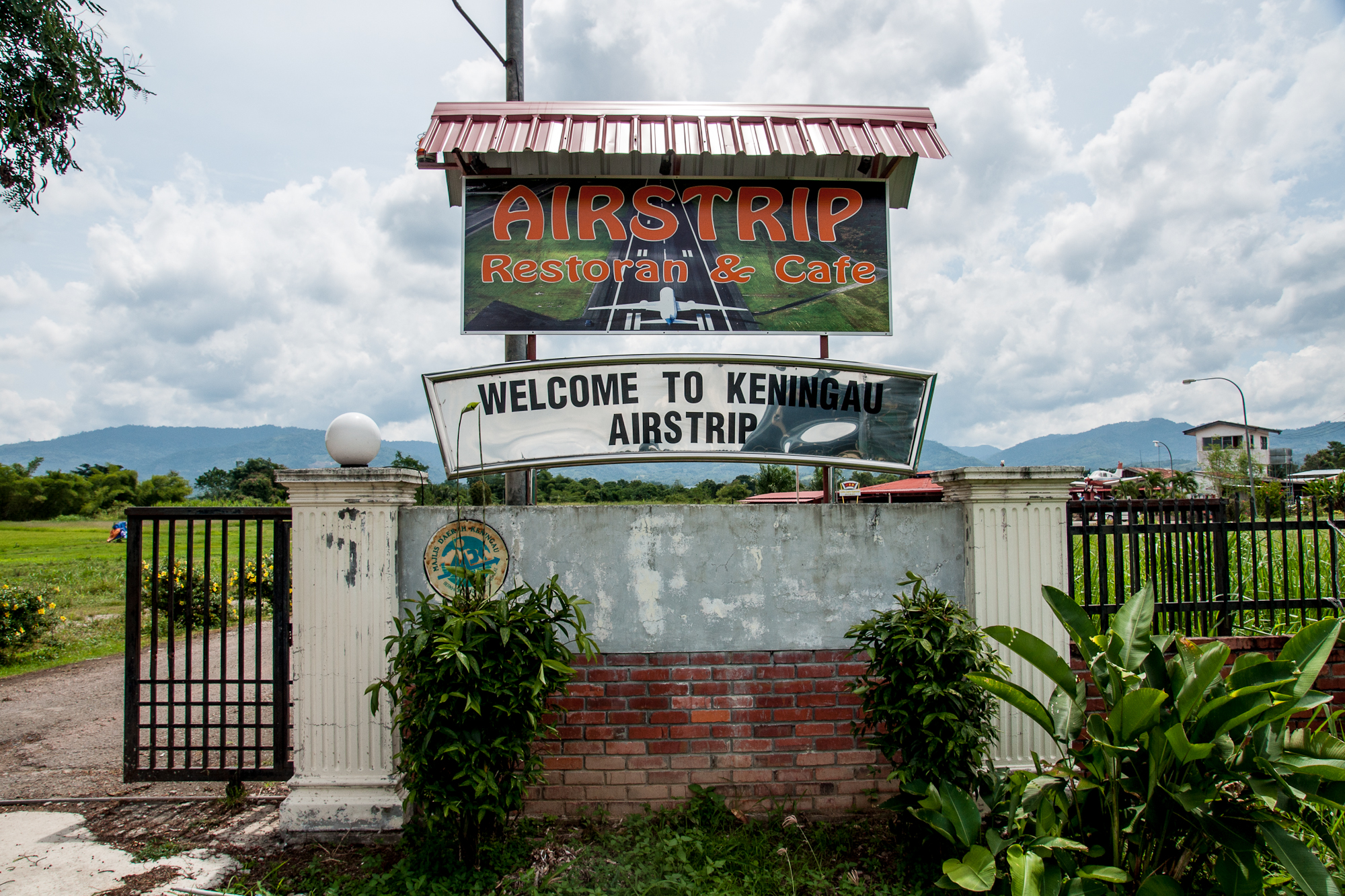
Zufahrt zum Airstrip
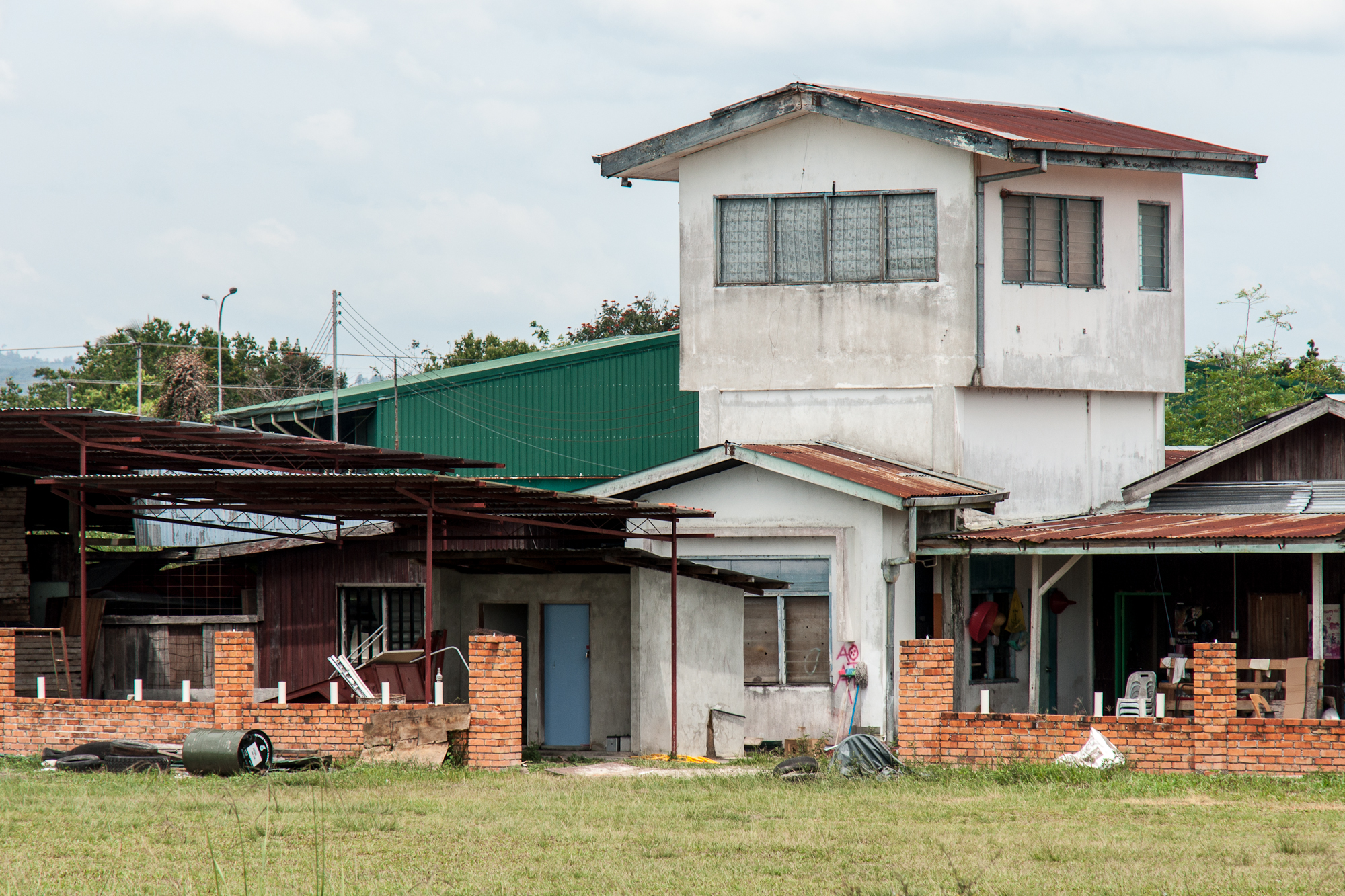
Ehemaliger Tower